# Linum virgultorum
Linum virgultorum är en linväxtart som beskrevs av Jules Émile Planchon. Linum virgultorum ingår i släktet linsläktet, och familjen linväxter. Inga underarter finns listade i Catalogue of Life.